# وينجن

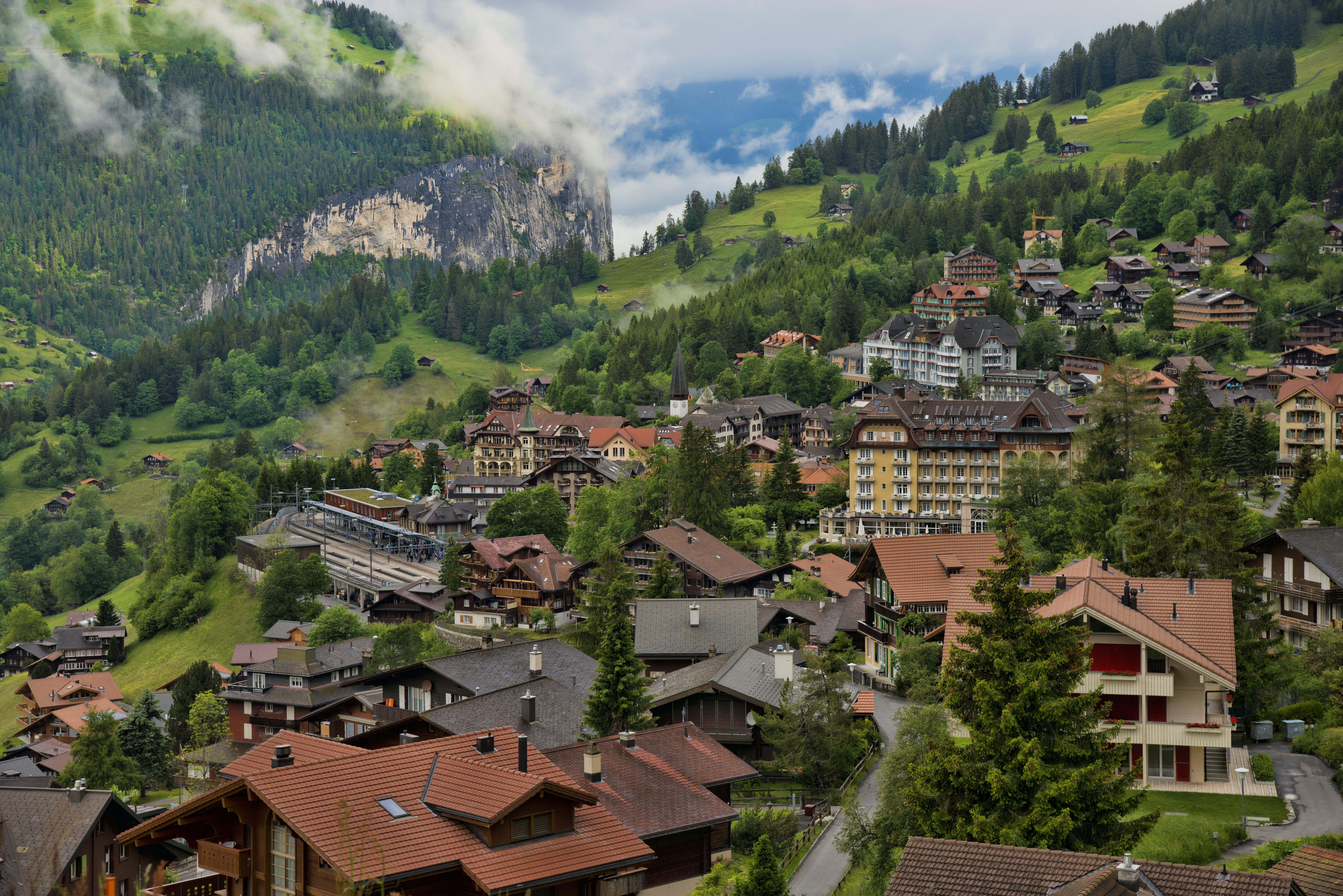
وينجن في يونيو عام2012

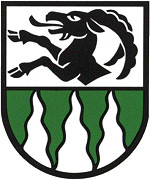
شعار الجيش

موقع وينجن

وينجن هي إحدى القرى في مدينة بيرنيز أوبرلاند في كانتون برن التي تتوسط سويسرا وترتفع عن سطح البحر بمقدار 1274 متر (4180 قدم). وتطل أحد أطراف قرية وينجن على جبال يونغفرا التي يزورها سنوياً ما يقارب 1300 شخص. وقد ازدهرت هذه المنطقة حتى ارتفع عدد زوارها من 5000 سائحاً في فترة الصيف، إلى 10000 سائح في فترة الشتاء.
| الأحداثيات       | 46°36′N 7°55′ECoordinates: 46°36′N 7°55′E |
| الدولة           | سويسرا                                    |
| الأقليم          | بيرن                                      |
| المنطقة          | Interlaken-Oberhasli                      |
| اسم البلديه      | لاوتربرونن                                |
| أجمالي المساحه   | 36.4 km2 (14.1 sq mi                      |
| الارتفاع         | 1,274 m 4,180 قدم                         |
| الكثافه          | 36/km2 (92/sq mi)                         |
| مجموع عدد السكان | 1,300 نسمه                                |
| الرمز البريدي    | 3823                                      |

## تاريخ المنطقة
ظهر ذكر قرية وينجن لأول مرة في الوثائق الرسمية عام 1268، ولا يزال مصدر هذا الاسم مجهولاً. وبسبب طبيعة المجتمع الزراعي في جبال الألب بدأ تدفق السياح على هذه القرية في أوائل القرن التاسع عشر عندما زارها الموسيقار الشهير فيليكس موندلسون وتبعها عام 1817 نشر رواية «تاريخ جولة من ستة أسابيع» التي تسرد رحلة ماري شيلي وزوجها الشاعر بيرسي بيش شيلي، وقصيدة «مانفريد» لجورج بايرون حيث كانت مشاهد تلك الأعمال الفنية تصف المنطقة، وقد أصبحت هذه الأعمال انطلاقة الصناعة السياحية الحديثة للقرية (1).
وفي منتصف القرن التاسع عشر بدأ بناء دور الضيافة والفنادق حيث تم افتتاح فندق لوريهانسLaunerhaus”" في عام 1859 بمساحة تتسع لإقامة 30 ضيفاً، وفي عام 1880 أصبح نزل فينجن متاحاً لاستقبال 100 سائح (1). ومع بناء السكك الحديدية المسننة "قطار وينجن" (WAB) وافتتاحه في منتصف التسعينات من القرن التاسع عشر أصبح الوصول أسهل إلى القرية أسهلوينجن لكافة السائحين الذين كانوا سابقا يضطرون إلى السير على المنحدرات للوصول إلى جبال الألب؛ حيث سهل افتتاح هذا القطار توسع القطاع السياحي وانطلاقة رياضة التزلج (2).
وفي أوائل القرن العشرين انتشرت في المنطقة نوادي التزلج التابعة للسياح البريطانيين حيث انطلقت من المساحات المجاورة لقرية مورين. وفي عام 1903 أصبح في قرية وينجن كنيسة الأنجلو ساكسونية، وبعد عامين أنشأ السيد هينري المدارس عامة للنوادي الرياضية في جبال الألب "Public Schools Alpine Sports Club" في قرية وينجن لتكون بمثابة مركز تجمع أعضاء رياضة التزلج (1). كانت الزيارة الأولى للوزير البريطاني الميثودي هينري لون في المنطقة هدفها الأساسي تنظيم لقاء يجمع بين الكنائس البروتستانت في منطقة مقاربة لقرية غريندلوالد حيث تعلم فيها الرياضات الشتوية مثل التزلج. وبعد عودته من المنطقة عام 1896 مع ابنه آرنولد الذي تعلم التزلج هناك أدرك الوزير وابنه الإمكانيات المستقبلية للرياضات الشتوية لهذه المنطقة، لذا أنشأ النادي بعد سنوات قليلة من هذه الزيارة. وتوجب على أعضاء المدارس العامة للنوادي الرياضية في جبال الألب الالتحاق بأحد المدارس العامة الإنجليزية أو أحد «الجامعات القديمة» (3). وفي عام 1911 أنشأ نادي وينجن لرياضة الكرلنج (1).
عقدت أول المنافسات لرياضة التزلج في أوائل العشرينات من القرن العشرين وذلك بانطلاق البطولة البريطانية للتزلج على المنحدرات الجبلية عام 1921، وبعد عام عقدت منافسة في التزلج بين جامعتي أوكسفورد وكامبريدج (4). وقد كانت هذه المنافسات على المنحدرات الجبلية تقابل المنافسات في الشمال الأوروبي التي أجريت في المنتجعات السويسرية الأخرى. وقد ألزم المتسابقون في قرية وينجن بركوب القطار للوصول إلى المنحدرات حيث كانت القطارات لفترة من الزمن هي مصاعد التزلج الأولى في المنطقة (5). وقد استفاد الوزير هنري لون من طبيعة المنطقة الجبلية لإجراء العديد من الدورات منها: فعالية التزلج على المنحدرات في أعلى قرية وينجن وسُميت بالمسار المستقيم " straight down"؛ حيث يتسابق المتزلجون من الأعلى ومباشرة إلى أسفل الجبل. وفي أثناء هذه الفترة دشن الوزير هنري في وينجن أول مسابقة للمنعطفات؛ حيث يتابع المتسابق في تزلجه تضاريس المنطقة من خلال الأشجار، ولكنها استبدلت في الأعوام الأخيرة بالحواجز. وتمثل هذه المشاريع ولادة عصر مسابقات التزلج الحديث، والتزلج في جبال الألب (6).

## الطبيعة السياسية
تضم مديرية لاوتربرونن السياسية قرية وينجن مع كلاً من قرية مورينMürren ، اسينفلواهIsenfluh ، جيميلفالدGimmelwald، ستيتشلبيرغ Stechelberg، لاوتربونن Lauterbrunnen.

## وسائل النقل

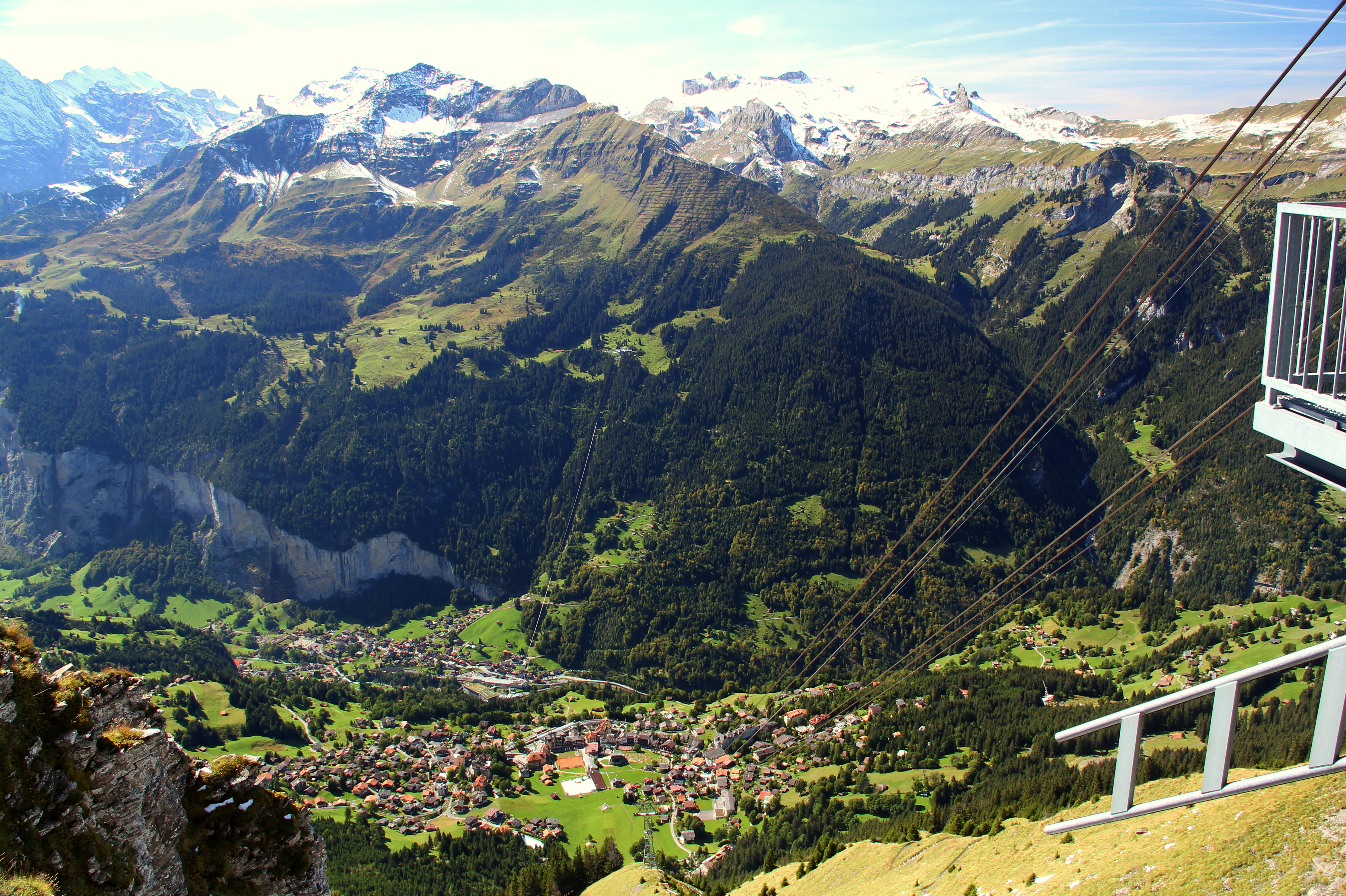
File:Wengen and Lauterbrunnen valley from Mannlichen.jpg

تعد قرية فينجن أحد المنتجعات السياسية الفريدة الخالية من السيارات في أوروبا، رغم وجود القليل من المركبات الخدمية، والمحركات الزراعية المحلية، ووسائل المواصلات الكهربائية لقطاع سيارات لأجرة التي تنقل الركاب من محطات القطار إلى القرية.
هذا النظام هيأ بيئة هادئة تعم أرجاء القرية فقلل من الضوضاء المروري. ولخدمة المقاصد البيئية فقد اهتمت المنتجعات السياحية الأخرى بإتباع هذا النموذج الخالي من السيارات (7)، حيث أصبحت قرية لاوتربونن بأكملها وقرية مورين من المناطق الكبيرة الخالية من السيارات.
يتم تزويد قرية وينجن بالخدمات عن طريق نظام السكك الحديدية المسننة التابع لقطار وينجن WAB، حيث يمكن الوصول إلى القرية مباشرة من قرية لاوتربورن أو عن طريق القطار القادم من غريندلفالد والذي يمر بجبل كلين شايديغ، بالإضافة إلى سلسلة المقطورات الصاعدة من غريندلفالد والتي تمر بقمة جبل مان ليشين.

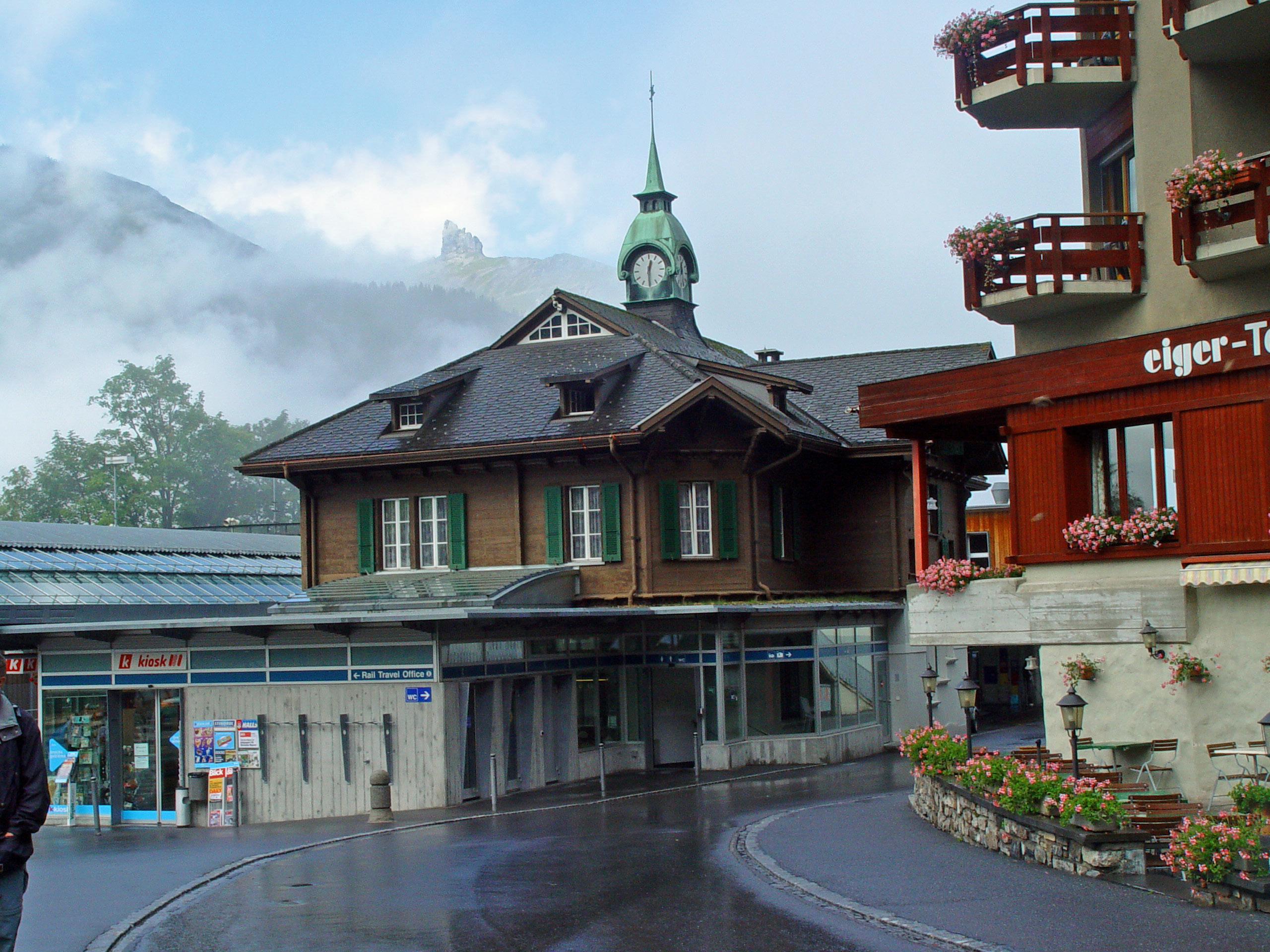
محطة القطار في وينجن

ففي كلين شايديغ يمر القطار بسفح جبل إيغر ومونتش ويونغفرا، ولذا ينبغي على الركاب الترجل وتغيير القطار للذهاب إلى جريندلفالد وجرند. وتعمل خدمة القطار يومياً فتنطلق من الصباح الباكر من لاوتربورن وتتجه إلى محطة وينجن حيث تصل إليها في ساعات متأخرة من الليل، وهي المحطة التي لا تتوقف من بين بقية محطات قطار وينجن (WAB)، فهناك ما يقارب 40 رحلة يومياً بين لاوتربورن ووينجن، والرحلة الواحدة قد تتطلب أكثر من 4 قطارات منفصلة تتجه وراء بعضها مباشرة بسبب ضغط الفترات المزدحمة، وقد تُضاف قطارات أخرى لجدول الرحلات عند الضرورة لاستيفاء الطاقة الاستيعابية (8).
تستغرق رحلة الصعود إلى القمة ما يقارب 14 دقيقة، أما رحلة النزول فإنها تتطلب 17 دقيقة، ويعود هذا الفارق بسبب توقف رحلات النزول في منطقة التقاطع في المنتصف أسفل وينجن وانتظار مرور رحلات الصعود التي لا تتوقف في نقطة التقاطع.
وتستخدم كافة القطارات حالياً الطريق الأقل انحداراً رغم المسافة الطويلة التي يقطعها عبر وينجن، وذلك نظراً لأن الطريق القديم يمر بالسفح المؤدي إلى وينجن، وقد استخدم بعد إنشاء الطريق الجديد لنقل البضائع إلا أنه بعد فترة أصبح مهجوراً، وأصبح توصيل البضائع يتم عبر السكك الحديدية القادمة من لاوتربورن والمتجهة إلى أحد المستودعات التي تقع أسفل محطة السكك للركاب، ويكون مسار العودة أيضاً من القرية إلى السكة. ومن المفترض أن تمر يومياً عربة أو عربتين محملة بالبضائع من لاوتربورن إلى وينجن، وتعود هذه العربات محملة بمواد كبيرة كالأثاث على سبيل المثال.
بالإضافة إلى ذلك يوجد تلفريك يصل بين وينجن ومان ليشين ويعمل على فترات، حيث يمكن للشخص أن يرى بوضوح من العربة ومن أعلى قرية مان ليشين مشاهد واضحة الأفق لقرية وينجن ولمعظم قرية لاوتربورن وللعديد من القرى الصغيرة.

## المراكز الترفيهية

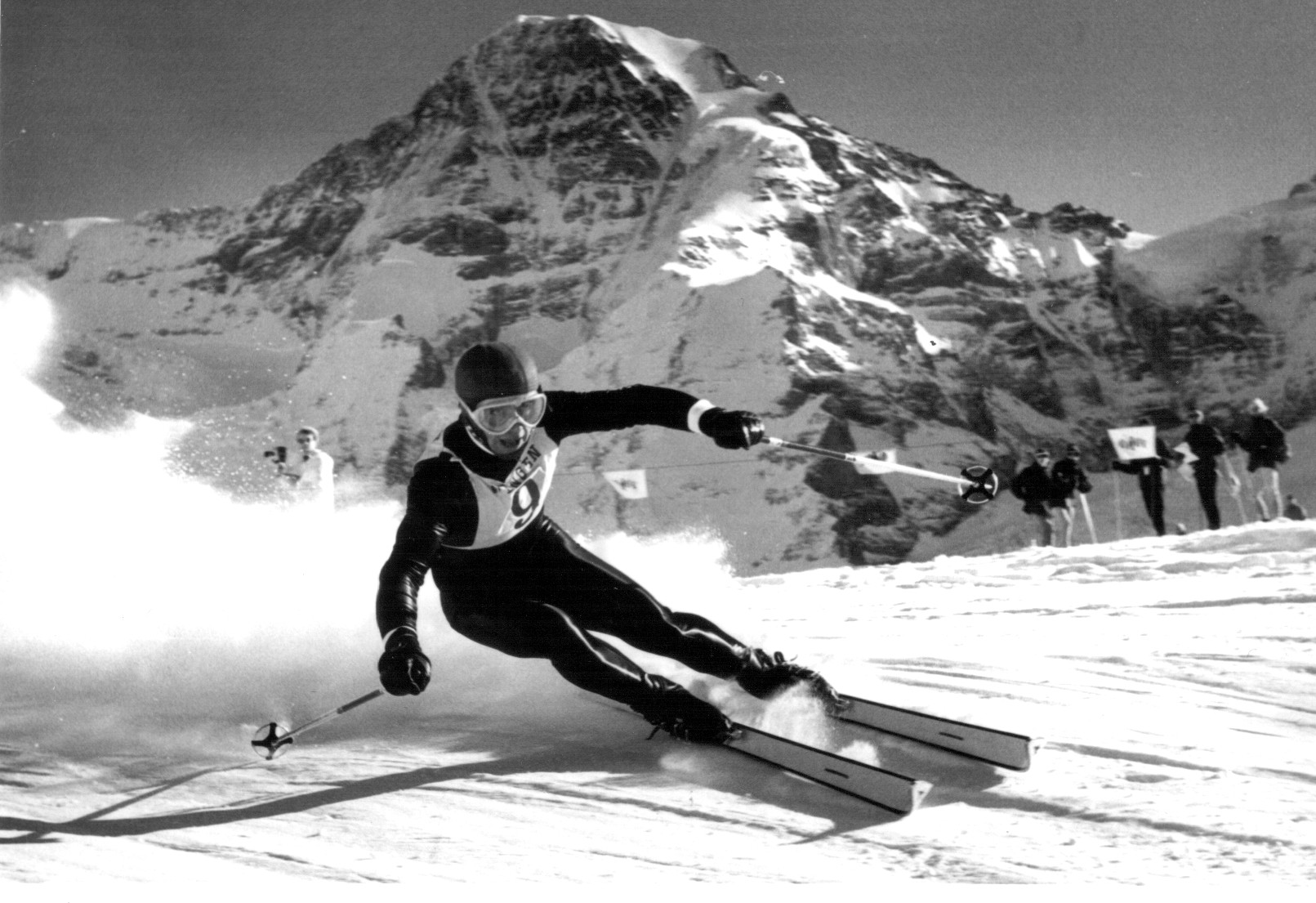
كارل شرانز الحائز على الجائزة عام1966

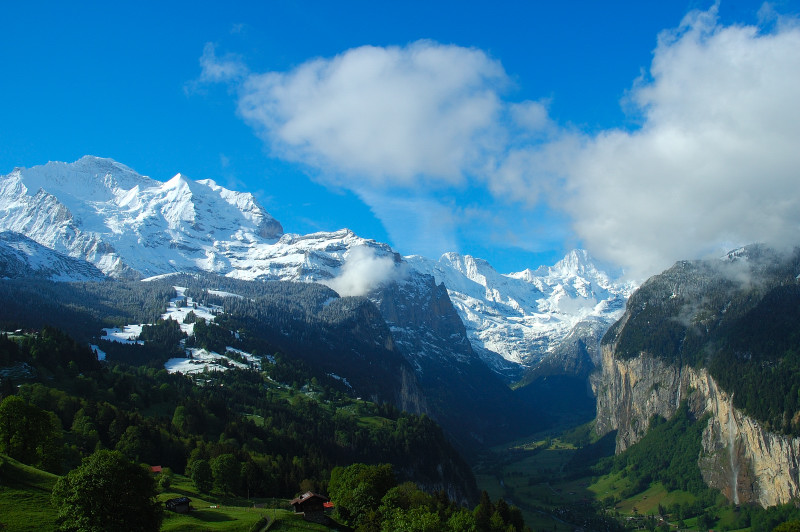
منظر ليونغفراو وLauterbrunnental في وينجن

تستضيف قرية وينجن مسابقات التزلج العالمية الشهيرة لمقاطعة لوتربورن، كما أنها أحد نقاط التوقف الرئيسية في سباق يونغفرا للجري.
بدأ انطلاق منافسات لابرهون للتزلج في قرية وينجن منذ عام 1930، وتنقسم هذه المنافسة إلى: سباق للتزلج في الانحدار، وسباق للتزلج في المنعطفات، وفعالية مشتركة.
وبالإضافة إلى رعاية مديرية لاوبيرورن لأحد أصعب منافسات التزلج في المنحدرات، فإنها أيضاً ترعى أطول حلبة في سابقسباق كأس العالم للتزلج على الجليد والذي يمكن القول عنه بأنه يمر بأكثر المناظر الخلابة. وقد استطاع الفائز الأول في السباق أن يقطع مسافة 4.455 كم (2.77 ميل) في غضون 2.5 دقيقة، أما السرعة القصوى التي تم إحرازها فهي 160 كم/ ساعة (100 ميل/ساعة) بوصولها إلى قمة «هانقستشوس»، أعلى قمة في حلبة السباق.
"Haneggschuss".
تعد قرية وينجن أيضاً مركز نادي تزلج المنحدرات " The Downhill Only Club" والذي يعد أحد أقدم النوادي البريطانية للتزلج على في جبال الألب التي أنشأت عام 1952.
كما تم تأريخ فن الرسم المائي عام 1894 على يد هيلغا فون كرامنHelga von Cramm(1840 –إلى مايقارب عام 1820).

## الثقافة
يطلق على الصبغة الثقافية التي تتميز بها قرية وينجن باسم "Pfeifende Lurch" (وهي كلمة باللغة الألمانية وتعني «صفير الكائن البرمائي»)، وهو يعود إلى مخلوق أسطوري تذكره الأساطير والحكايات القديمة المنتشرة فقط في وينجن.

## الهوامش
British and American Visitors in Switzerland:History of Tourism in Switzerland
"Wengernalpbahn:History" (in German). Jungfraubahnen. Retrieved 2010-05-30.[dead link]
```
Beattie, p.
 
198 
Beattie, p.
 
199 
Hudson, p.
 
19 
Allen, p.
 
99 
```

Hudson p. 107
- "Wengernalpbahn" (in German). Jungfraubahnen. Retrieved 2010-05-30.[dead link]

## وصلات داخلية
- كانتون برن
- سويسرا

## روابط خارجية
- Tourist Information
- Wengen Winter - The New York Times
- A Chalet of One's Own - The New York Times
- Bernhard Russi skies the Lauberhorn Downhill - Swiss Television
- Recent winning runs - Swiss Television
- Wengen ski school history
- Downhill Only Club
- Ski Club Wengen: History